# الی شرویت
الی شرویت (انگلیسی: Eli Sharvit؛ زادهٔ ۱۹۶۷) فرمانده نظامی اهل اسرائیل است، که در فاصله سال‌های ۲۰۱۶ تا ۲۰۲۱ به‌عنوان فرمانده نیروی دریایی اسرائیل فعالیت می‌کرد.